# Олтрингем (футбольный клуб)
«О́лтрингем» (англ. Altrincham Football Club) — английский профессиональный футбольный клуб из города Олтрингем, графство Большой Манчестер. Образован в 1891 году. Домашние матчи проводит на стадионе «Мосс Лейн».
В настоящее время выступает в Национальной лиге, пятом по значимости дивизионе в Системе футбольных лиг Англии.
Сезон 2018-19 в Северной Национальной Лиге завершил на 5-м месте. В 1\4 финала плей-офф победил Блит Спартанс (2:2 и 7:6 по пенальти). В полуфинале уступили Чорли (1:1 и 3:1 по пенальти). Следующий сезон завершили на 6-м месте. После побед в плей-офф над Честером (3:2) и Йорк Сити (2:0) в финале был побеждён Бостон Юнайтед (1:0). В мае 2022 было объявлено о переходе в полностью профессиональный статус впервые в истории.